# Васильево (озеро, Томская область)
Васи́льево — озеро в России, располагается в Колпашевском районе в центральной части Томской области.
Площадь водной поверхности озера составляет 9,3 км². Наибольшая глубина 17 м, средняя 2-3 м. Находится на высоте 69 м над уровнем моря в окружении непроходимых болот в 7 км к север-северо-востоку от деревни Север. Берега закоряжены, дно местами песчаное, вода прозрачная.
К югу от озера протекает река Кеть, к северу расположилось озеро Глухое.
В озере обитает щука, карась, окунь.

## Данные водного реестра
По данным государственного водного реестра России относится к Верхнеобскому бассейновому округу, водохозяйственный участок — Кеть, речной подбассейн — Кеть. Речной бассейн — (Верхняя) Обь до впадения Иртыша.
Код водного объекта в государственном водном реестре — 13010600111115200002151.